# 존 판트실
존 판트실(영어: John Paintsil, 1981년 6월 15일 ~ )는 은퇴한 가나의 축구 선수로, 포지션은 풀백과 수비형 미드필더를 소화했다. 현재 남아프리카 공화국의 프로팀 카이저 치프스 FC에서 수석 코치를 역임하고 있다.

## 선수 경력

### 가나
판트실은 베레쿰 아스널 FC에서 축구를 시작하였다. 2000년 리버티 프로페셔널스 FC로 잠시 이적하였으나, 다시 베레쿰으로 돌아왔다.

### 마카비 텔아비브 FC
2002년 판트실은 이스라엘의 프로팀 마카비 텔아비브 FC로 이적하였다. 그는 이 곳에서 정규리그 우승을 경험했다. 컵 대회는 4강까지 팀을 진출시켰다. 판트실은 마카비에서 리그 46경기, 챔피언스리그 5경기에 출전하였다.

### 하포엘 텔아비브 FC
2004년 12월, 판트실은 하포엘 텔아비브 FC로 이적하였다. 그는 이 곳에서 두 시즌 동안 42경기 출전하여 3골을 기록하였다.

### 웨스트햄 유나이티드 FC
2006년 FIFA 월드컵이 끝나고, 이스라엘 축구 국가대표팀의 요시 베나윤이 소속팀 웨스트햄 유나이티드 FC의 오른쪽 풀백이 필요하자, 구단의 감독 앨런 파듀에게 존 판트실을 추천했다. 구단의 스웨덴 투어를 함께 한 이후, 계약 협상이 진행되었다. 워크퍼밋 발급 이후, 등번호 14번을 부여받으며 웨스트햄 입단에 성공했다. 그는 타이런 미어스와 조너선 스펙터의 경쟁자로 활약했다. 2006-07 시즌에는 5경기만을 출전했으나, 이듬해 24경기에 출전하였다.

### 풀럼 FC
2008년 7월 21일 판트실은 팀 동료 보비 자모라와 함께 총 6,500만 파운드의 이적료로 풀럼 FC에 등록되었다. 2008-09 시즌에 팀의 주전으로 활약하며, 풀럼을 7위에 안착시켰다. 2009-10 시즌에도 주전으로 활약하였다. 2010-11 시즌 종료 후 풀럼의 감독 마르틴 욜은 판트실과 재계약을 하지 않을 것임을 공표했고, 2011년 여름 판트실은 풀럼을 떠났다.

### 레스터 시티 FC
2011년 7월 21일 판트실은 자유 계약으로 레스터 시티 FC에 입단하였다. 스벤예란 에릭손 감독 하에 7경기를 치렀으나, 나이절 피어슨으로 감독이 교체된 이후로는 출전하지 못했다.

### 하포엘 텔아비브 FC
2011년 8월 12일 판트실은 하포엘 텔아비브 FC와 1년 계약을 맺으며, 이스라엘로 복귀했다.

### 산토스 FC
2013년 10월 10일 판트실은 남아프리카 공화국 2부 리그 내셔널 1부 리그의 산토스 FC로 이적하였다. 팀이 남아프리카 프리미어리그로의 승격에 실패하며, 팀과 결별하였다.

### 마리츠버그 유나이티드 FC
2014년 7월 8일 남아공의 축구팀 마리츠버그 유나이티드 FC와 계약을 맺었다. 2016년 1월 29일 판트실은 계약 만료로 풀려났다.
2016년 6월 24일 존 판트실은 축구 선수 생활을 끝마치고 은퇴했다.

## 지도자 경력

### 카이저 치프스 FC
2016년 6월 27일 남아프리카 공화국의 명문팀 카이저 치프스 FC의 새로운 수석 코치로 선임되었다.

## 국가대표 경력
존 판트실은 2001년 아르헨티나에서 펼쳐진 FIFA U-20 월드컵 준우승 팀의 멤버로서 활약하였다. 또한 말리에서 열린 2002년 아프리카 네이션스컵과 이집트에서 열린 2006년 아프리카 네이션스컵에도 참가하였다. 2004년 그리스 올림픽에도 참가하였다. 판트실은 2006년 FIFA 월드컵의 선수 명단에 발탁되었으며, 16강전까지 모든 경기에 출전하였다. 그는 2010년 FIFA 월드컵에도 발탁되었으며, 8강전 우루과이를 만나 탈락하기까지 모든 경기에 출전하였다.

### 국가대표 출장 기록
| 대표팀 | 연도 | 출장 | 득점 |
| ------ | ---- | ---- | ---- |
| 가나   | 2001 | 1    | 0    |
| 가나   | 2002 | 7    | 0    |
| 가나   | 2003 | 1    | 0    |
| 가나   | 2004 | 0    | 0    |
| 가나   | 2005 | 5    | 0    |
| 가나   | 2006 | 12   | 0    |
| 가나   | 2007 | 7    | 0    |
| 가나   | 2008 | 15   | 0    |
| 가나   | 2009 | 10   | 0    |
| 가나   | 2010 | 9    | 0    |
| 가나   | 2011 | 9    | 0    |
| 가나   | 2012 | 7    | 0    |
| 가나   | 2013 | 5    | 0    |
| 통산   | 통산 | 88   | 0    |